# Dominique Leroy (journaliste)
Pour les articles homonymes, voir Dominique Leroy et Leroy.
 (octobre 2015).
Si vous disposez d'ouvrages ou d'articles de référence ou si vous connaissez des sites web de qualité traitant du thème abordé ici, merci de compléter l'article en donnant les références utiles à sa vérifiabilité et en les liant à la section « Notes et références ».
Dominique Leroy est un journaliste, réalisateur et scénariste belge né à Mouscron en 1968.

## Biographie
Après des études commerciales en sciences économiques, Dominique Leroy effectue ses stages de journalisme à Europe 1 et Europe 2.
Il dresse des portraits du monde de la culture pour Paris Match France et produit des émissions radio (surtout des portraits) pour Europe 2. Il travaille également comme relation presse pour un hôtel appartenant à Claude Lelouch, à Tourgéville de 1992 à 1997.
Dominique Leroy collabore de 1997 à 2002 à Signature (magazine européen du Diners Club) et à partir de 1998 au magazine de la société d'auteurs SABAM. Durant sept ans, il développe un réseau de correspondants de communication et porte-parole du Ministère de l'Emploi : 90 personnes au total capable de répondre à toute interpellation presse et gestion de crise. 
Durant l'été 2004, il écrit son premier roman La Saxifragacée, ou 9 mois de la vie d'un célibataire.
Un an plus tard, Dominique Leroy anime une émission de 3 heures en direct au Luxembourg sur le surréalisme de la Belgique.
Il conceptualise, scénarise et produit Comme chez moi, une série de cinq documentaires gastronomico-culturels réalisés par G. Corbiau et présentés par Pierre Wynants.
En 2008-2009, un film sur l'œuvre du sculpteur et René Julien (sortie 2009) réalisé par Gérard Corbiau, la saison 2 de Comme chez moi et une série de documentaires ethno-gastronomiques sur le terroir en province de Luxembourg.
Dominique Leroy produit ensuite un documentaire sur Pierre Wynants tout en créant sa société de production audiovisuelle CELSIUS Prod. Les premières réalisations de CELSIUS Prod seront un film de 52 minutes sur l'histoire des loteries en Europe, puis une série de documentaires sur le patrimoine, notamment le carnaval de Binche et l'Italie gastronomique.
En 2011, il réalise la saison 4 de Comme chez moi et confie le rôle d'animatrice à la comédienne française Armelle.